# JAKQ電擊隊VS五連者
《JAKQ電擊隊VS五連者》（日语：ジャッカー電撃隊VSゴレンジャー），是日本超級戰隊系列於1978年推出的VS劇場版，其中包括JAKQ電擊隊和秘密戰隊五連者的演員陣容。於1978年3月18日在日本影院上映。兩大超級戰隊首次全體集合！聯手迎撃威脅世界的強敵！

## 概要
「假面騎士V3」的對手鐵面軍團、「電腦奇俠」的死敵拳鬥士軍團、「JAKQ電擊隊」的死敵UFO軍團和「五連者」的對手撒哈拉軍團，四大邪惡組織組成同盟！聯手破壞世界和平，並在科學特搜隊的燃料部隊手上搶到氫彈材料，嚴重威脅世界和平！

## 故事
作為輸掉撲克牌的懲罰，被迫在新宿背著凱倫的購物行李的JAKQ。突然出現來歷不明的UFO，JAKQ電撃隊於是奉命出撃，並用Sky Ace跟蹤該飛碟。但在追蹤UFO之際，科學特搜隊的燃料部隊竟遭受襲擊，當中的鈾更被全數搶走。回到基地後，JAKQ電擊隊聽到鯨井長官和番場行動隊長說，克萊姆並沒有被摧毀，他與一群與世界各地的英雄作戰的拳鬥士軍團集結在一起。與此同時，一名間諜001潛入到奇怪岬的氫彈工廠，他從基地逃脫以帶回情報，但在路上被槍殺。櫻井和凱倫在檢查間諜001屍體時發現一名可疑女子，並開始追捕。被捕的女子向櫻井出示了她的身份證。“五連者”……是的，她就是佩姬松山，一個跟隨西撒哈拉拳鬥士軍團而來的桃連者。001穿的衣服有一個功能，就是在陽光下會出現字母，這是一個密碼棒暗號（可以理解為將密碼條纏繞在棍子上解讀）。暗號解讀出字母“飛碟”、“水爆”和數字表示為緯度和經度，暗示有一個犯罪用的秘密基地（奇怪岬）。JAKQ和佩姬立即前往奇怪岬。櫻井、凱倫、佩姬以東龍和大地為誘餌，突破嚴密的守衛入侵基地。在那裡櫻井和他的同伴了解了犯罪頭目鐵爪的戰略全貌。它在包括東京在內的全球七個國家的首都投下了氫彈，並用飛碟暫時撤離到太空。等到騷動平息後再回來征服世界。然而櫻井等人卻被發現了並帶著桃連者逃出了基地。曾回到基地的東龍與大地帶著Sky Ace登場。用搭載的變身膠囊變身，櫻井和凱倫也變身成JAKQ準備戰鬥。此外從西撒哈拉乘坐雷霆翔鳥的五連者回到了日本。鐵爪以奪取回來的鈾，製造大規模的水爆，並在世界各地展開攻擊。因此，JAKQ電撃隊及五連者於是聯手，與鐵爪手下的四大天王機械，展開一場生死決。

## 登場人物

### JAKQ電擊隊
| 演員        | 角色         | 代號                  | 台配 | 港配 |
| ----------- | ------------ | --------------------- | ---- | ---- |
| 丹波義隆    | 櫻井五郎     | 黑桃A （Spade Ace）   |      |      |
| 伊東平山    | 東龍         | 方塊J （Dia Jack）    |      |      |
| Mitchi Love | 凱倫‧水木    | 紅心Q （Heart Queen） |      |      |
| 風戶佑介    | 大地文太     | 梅花K （Clover King） |      |      |
| 宮內洋      | 番場壯吉     | 大老一 （Big One）    |      |      |
| 田中浩      | 鯨井大助長官 | 鬼牌（Joker）         |      |      |

### 秘密戰隊五連者
| 演員     | 角色       | 代號                    | 台配 | 港配 |
| -------- | ---------- | ----------------------- | ---- | ---- |
| 誠直也   | 海城剛     | 赤連者（Aka Ranger）    |      |      |
| 宮內洋   | 新命明     | 青連者（Ao Ranger）     |      |      |
| 畠山麥   | 大岩大太   | 黃連者（Ki Ranger）     |      |      |
| 小牧麗莎 | 佩姬松山   | 桃連者（Momo Ranger）   |      |      |
| 伊藤幸雄 | 明日香健二 | 綠連者（Midoni Ranger） |      |      |

### 戰隊關係者
姫玉三郎｜林家源平 飾
國際科學特搜隊隊員，JAKQ電擊隊的廚師。與番場一起變裝出現在戰場上。

### 其他人物
假面騎士V3
在歐洲與鐵面軍團戰鬥。
假面騎士Amazon
在亞馬遜腹地和十面鬼奮戰中。
電腦奇俠
在蒙古與拳鬥士軍團戰鬥。

### 犯罪組織‧克萊姆
鐵爪｜石橋雅史 飾
犯罪組織‧克萊姆的首領。原本於JAKQ的戰鬥中喪生，但他復活了。他與新生的克萊姆和克萊姆四天王再次展開活動。以前，他給Shine命名為“太陽系皇帝”。克萊姆四天王全滅後，他試圖使用飛碟在世界各地投下氫彈，但他的爪子被Big One換成假的，假爪子由黑桃A控制，他最後於飛碟中被炸死。
UFO船長｜安藤三男 飾
克萊姆四天王之一。他率領一支神秘的UFO軍團飛越東京。指揮對日本、英國、法國、德國、美國、蘇聯、中國和世界七大國家進行空襲的UFO行動。
鐵面男爵｜潮建志 飾
克萊姆四天王之一。率領鐵面軍團，在歐洲與假面騎士V3戰鬥。武器是弓箭和長矛。
撒哈拉將軍｜天本英世 飾
克萊姆四天王之一。帶領撒哈拉軍團，在撒哈拉沙漠與五連者戰鬥。使用衝鋒槍和劍作為武器。
地獄拳師｜金田治 飾
克萊姆四天王之一。帶領拳鬥士軍團，在蒙古與電腦奇俠戰鬥。以分銅鎖為武器的拳法使用者。
四天王機器人｜飯塚昭三 聲
克萊姆四天王合體的樣子、身體裡裝備槍口的人物。儘管即使是五連者颶風和JAKQ Kovac都不足以對抗，但它不敵於五連者和JAKQ的聯合攻擊，並在五連者颶風和Big Bomber合體技下被擊敗，並以大爆炸告終。

## 幕後人員
- 製作人：吉川進、七條敬三
- 原作：石森章太郎
- 特撮監督：矢島信男
- 監督：田口勝彦
- 腳本：上原正三
- 音樂：渡邊宙明
- 動作監督：山岡淳二、金田治
- 製作：東映、東映錄像